# 1991-es Vuelta ciclista a España
Az 1991-es Vuelta a España volt a 46. spanyol körverseny. 1991. április 29-e és május 19-e között rendezték. A verseny össztávja 3215 km volt, és 20 szakaszból állt. Végső győztes a spanyol Melchor Mauri lett.

## Végeredmény
|    | Versenyző            | Csapat        | Idő           |
| -- | -------------------- | ------------- | ------------- |
| 1  | Melchor Mauri        | ONCE          | 82 óra 48' 07 |
| 2  | Miguel Induráin      | Banesto       | 2' 52         |
| 3  | Marino Lejarreta     | ONCE          | 3' 11         |
| 4  | Federico Echave      | CLAS-Cajastur | 3' 54         |
| 5  | Fabio Parra          | Amaya Seguros | 5' 38         |
| 6  | Pello Ruiz Cabestany | CLAS-Cajastur | 6' 50         |
| 7  | Raúl Alcalá          | PDM-Concorde  | 6' 57         |
| 8  | Piotr Ugrumov        | Seur          | 10' 43        |
| 9  | Steven Rooks         | Buckler       | 12' 09        |
| 10 | Oliverio Rincón      | Kelme         | 12' 11        |